# Plicní embolie
Plicní embolie je ucpání krevního řečiště plic vmetkem (embolus), nejčastěji z dolní končetiny. Projeví se náhlou dušností, bolestí na hrudi, kašlem až vykašláváním krve. Postihne-li rozsáhlou oblast plic, dochází k poklesu krevního tlaku, šoku a následné smrti. Na tuto nemoc zemřel známý český herec a komik Vlasta Burian, ovšem jeho embolii předcházel prodělaný a nedoléčený zápal plic. Naddiagnostikování bývá časté.

## Příznaky
K příznakům plicní embolie patří zejména silná dušnost, zrychlená srdeční frekvence, případně pocení nebo promodrání a kašel (někdy i s příměsí krve). Projevuje se i bolestí na hrudi nebo pod žebry, případně náhlou bolestí při dýchání a při kašli.

## Rizikové faktory
Rizikovými faktory jsou například: 
- delší pobyt na lůžku s nedostatečným pohybem dolních končetin
- úraz
- obezita
- těhotenství
- kombinace hormonální antikoncepce a kouření
- aplikace diuretik
- maligní tumory
- žilní trombóza (zánět žil)[2]